# Phasmahyla
Phasmahyla é um género de anfíbios da família Phyllomedusidae. Foi criado a partir do desmembramento do grupo da Phasmahyla guttata feito por C.A.G. Cruz, em 1990.

## Espécies
As seguintes espécies são reconhecidas:
- Phasmahyla cochranae (Bokermann, 1966)
- Phasmahyla cruzi Carvalho-e-Silva, Silva & Carvalho-e-Silva, 2009
- Phasmahyla exilis (Cruz, 1980)
- Phasmahyla guttata (Lutz, 1924)
- Phasmahyla jandaia (Bokermann & Sazima, 1978)
- Phasmahyla lisbella Pereira, Rocha, Folly, Silva & Santana, 2018
- Phasmahyla spectabilis Cruz, Feio & Nascimento, 2008
- Phasmahyla timbo Cruz, Napoli & Fonseca, 2008